# 小牧市施設活用協会
小牧市施設活用協会（こまきししせつかつようきょうかい）とは、愛知県小牧市内にある複数の施設の管理・運営を行なっていた組織である。1982年（昭和57年）に小牧市施設管理協会として設立。その後2001年（平成13年）に現在の名称へと改称された。2018年3月に解散。

## 沿革
- 1982年（昭和57年）4月1日 - 小牧市施設管理協会として設立
- 2001年（平成13年）4月1日 - 「小牧市施設活用協会」に改称

## 管理していた施設
- 小牧勤労センター
- 小牧市市民会館・公民館
- 小牧市歴史館
- 老人福祉センター
- 青年の家
- 小牧中部公民館
- 小牧市西部コミュニティセンター

## 事務局
- 愛知県小牧市大字上末2233-2 小牧勤労センター内